# اگون بار
اگون بار (آلمانی: Egon Bahr; زاده ۱۸ مارس ۱۹۲۲ – درگذشته ۱۹ اوت ۲۰۱۵) روزنامه‌نگار، سیاست‌مدار و نویسنده آلمانی بود.
اگون بار در ۱۹ اوت ۲۰۱۵، در سن ۹۳ سالگی درگذشت.